# Mount Williamson
Mount Williamson is een 4386 meter (14.389 voet) hoge bergtop in de Sierra Nevada in het westen van de Verenigde Staten. Het is op Mount Whitney na de hoogste top in zowel de Sierra Nevada als de staat Californië.
Mount Williamson ligt in de John Muir Wilderness in het Inyo National Forest, ongeveer 10 km ten noorden van Mount Whitney. De top ligt maar anderhalve kilometer ten westen van de steile oostrand (escarpment) van de Sierra Nevada. Ten oosten van deze rand begint een brede, vlakke vallei, Owens Valley. De berg rijst vanaf het oosten 2400 meter in 6,5 km, en is vanwege deze steile flank moeilijker te beklimmen dan Mount Whitney.
De berg is genoemd naar Robert S. Williamson, een ingenieur die belangrijk verkenningswerk verrichtte voor de aanleg van de Transcontinental Railroad.